# Liste der denkmalgeschützten Objekte in Wörterberg
Die Liste der denkmalgeschützten Objekte in Wörterberg enthält das eine denkmalgeschützte, unbewegliche Objekt der Gemeinde Wörterberg.

## Denkmäler
| Foto |                 | Denkmal                                                  | Standort                | Beschreibung | Metadaten                                                                                                 |
| ---- | --------------- | -------------------------------------------------------- | ----------------------- | --- | --- |
| ja   | Datei hochladen | Ortskapelle hl. Stephan HERIS-ID: 31851 Objekt-ID: 28845 | Standort KG: Wörterberg | Der kleine, einschiffige, zweijochige Bau wurde 1788 errichtet, der zweigeschoßige Westturm erst 1908. Platzlgewölbe. Der klassizistische Altar stammt aus der zweiten Hälfte des 18. Jahrhunderts. | BDA-Hist.: Q37944625 Status: § 2a Stand der BDA-Liste: 2025-06-30 Name: Ortskapelle hl. Stephan GstNr.: 1 |